# Granite Island

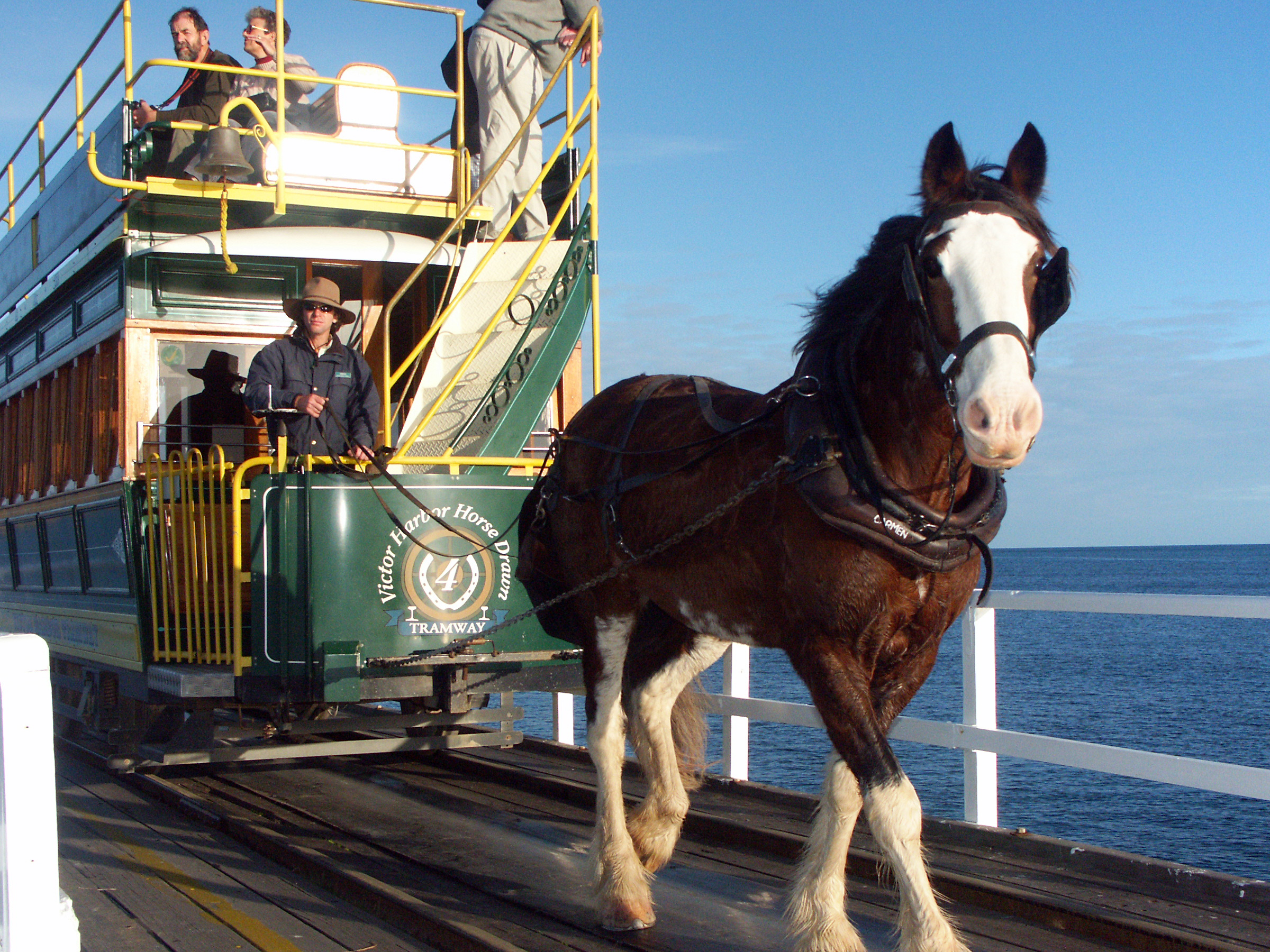
Tramwaj konny na wyspie

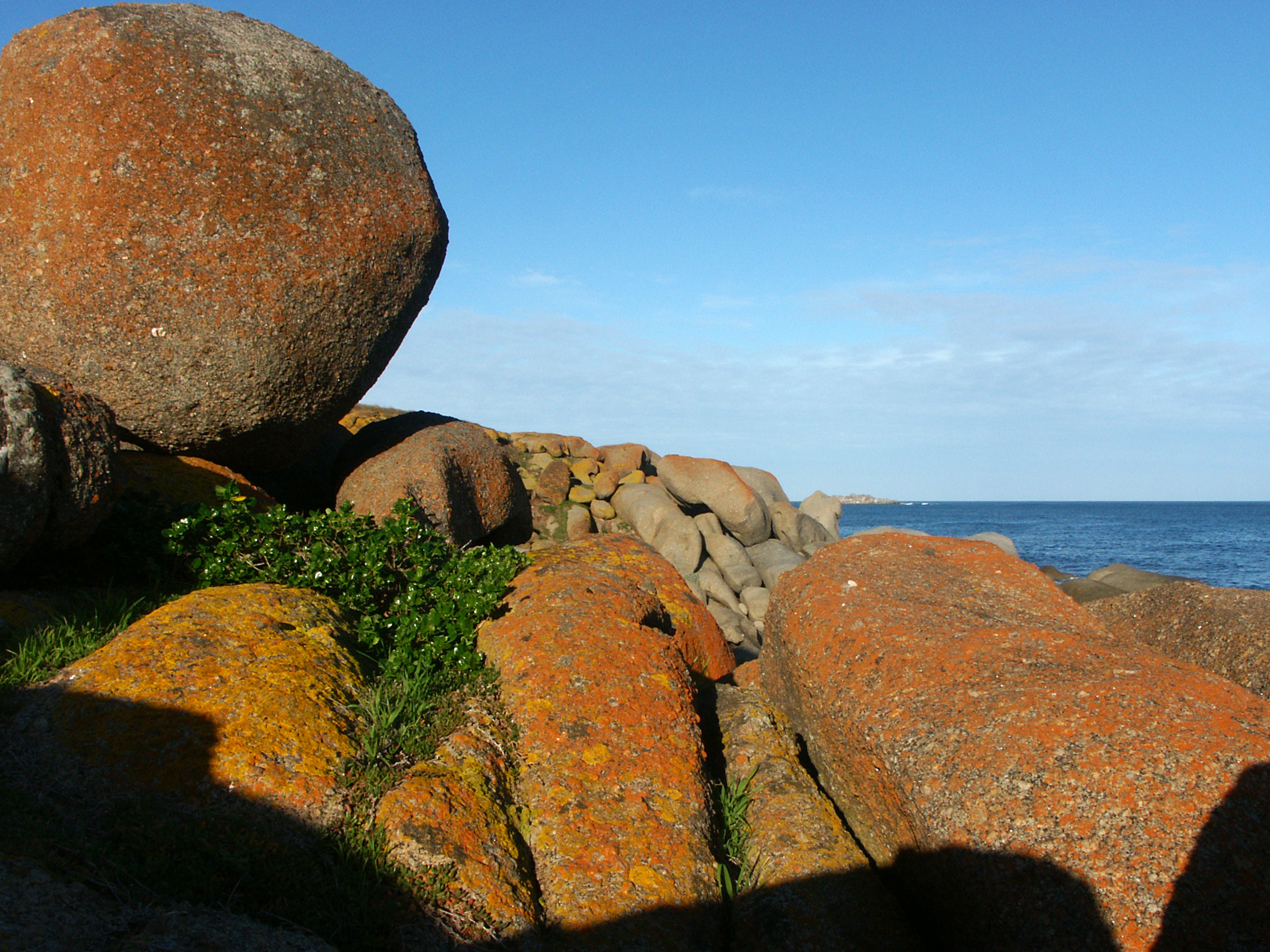
Głazy na Granite Island

Granite Island (Wyspa Granitowa) – mała wysepka położona przy miejscowości Victor Harbor w Australii Południowej, niedaleko stolicy tego stanu Adelaide. Wyspę łączy z lądem długi, drewniany most, po którym kursuje zabytkowy tramwaj konny. Na wyspie znajduje się kilka kolonii pingwinów małych i jest to bardzo popularna atrakcja turystyczna.